# Pickalaån
Pickalaån är ett vattendrag i Finland. Det ligger i Sjundeå i landskapet Nyland, i den södra delen av landet, 40 km väster om huvudstaden Helsingfors. Pickalaån är Sjundeå ås sista rinnsträcka, från Vikträsk till Pickalaviken.

## Historia
För länge sen var Pickalaån en smal vik vid det nuvarande Vikträsket, en ungefär fem kilometer lång vattenled från Pickalaån mot Sjundeå. Vattenledens hamn var vid Sjundby slott. 

### Fartygstrafik
År 1875 började Uudenmaan rannikkoliikenne Oy trafikera mellan Helsingfors och Bobäck. År 1884 började en hjulångare med namnet Thyra trafikera från Helsingfors till Pickala. Hjulångaren var 78 fot lång och det fanns två salonger, en matsal och en tobakskabin ombord. Tur och retur från Helsingfors till Sjundeå tog en dag. 
År 1890 trafikerade ångbåt från Pickala förutom Helsingfors också till Åbo. Först stoppade Pickala gårdsbro framfarten i ån men senare byggdes denna om av Pickala gårds ägare till en tvådelad lyftbro som var ovanlig i dåtidens Finland. När ångbåten från Åbo till Helsingfors eller vice versa anlände, vevades bron upp och båten kunde lägga till längre upp vid Broända bro. Där låg båten vanligen över natten. Ångfartygen Onni och Ilma reste till Broända brygga även tre gånger i veckan. Pickala var också ändhamnen för ångbåten Porkkala.
Båttrafiken pågick ända till 1902, då kustbanans järnvägstrafik övertog kommunikationerna.

### Vraken
Det finns trävrak i Pickalaån. På 1970-talet hittade man talltimmer och en trädel av ett båt eller ett fartyg vid Broända bro. Man antar att själva vraket finns någon annanstans men att vatten hade tagit vrakdelar med sig till Broända bro.

### Dammen
Det finns en damm vid platsen där Pickalaån möter Finska viken. Dammen kontrollerar så havsvatten inte rinner till Pickalaån eller till Vikträsk.